# Pavel Zondi
Pavel Zondi (chorvatsky Pavao Zondi(nus), latinsky Paulus Zondinus, italsky Paulo Sondi, v maďarských pramenech Szondy Pál , 1480, Sonta – 1558, Trnava) byl chorvatský římskokatolický duchovní, velký probošt metropolitních diecézí v Záhřebu a Ostřihomi, církevní diplomat, biskup risanský. 
Byl zakladatelem boloňské koleje Collegium hungarico-illyricum pro studenty z chorvatských zemí a Uher. 

## Život a činnost
Pavel Zondi se narodil v Sontě v srbském regionu Bačka.  
Kvůli konfliktu mezi Ferdinandem I. a Janem Zápolským odešel do Říma, kde se stal členem bratrstva Ducha svatého, kam byl zapsán 17. června 1519 jako kanovník a kantor bačské kapituly. V roce 1533 působil u dvora papeže Klementa VII. jako apoštolský penitenciář pro Uhersko a kromě toho zastával také další diplomatické funkce. 
11. února 1536 byl jmenován biskupem v Rise a současně s tím sufragánem záhřebského biskupa. V srpnu 1553 se stal velkým proboštem metropolitní kapituly v Ostřihomi, která v té době zasedala v Trnavě, kam se přesunula, poté, co Ostřihom 10. srpna 1543 dobyli Turci. 
Stál u zrodu boloňské koleje Collegium hungarico-illyricum pro studenty z chorvatských zemí a Uher. Boloňskou školu mohl založit díky prebendám, které spravoval. Důvodem pro založení vysoké školy byla osmanská invaze z východu a šíření protestantismu v západní a střední Evropě. Jako vzorem mu posloužilo zřízení koleje pro výchovu duchovních z německých zemí Collegium Germanicum, kterou založil sv. Ignác z Loyoly.
Ve své zakládací listině z 1. února 1557 Pavel Zondi určil podmínky pro pobyt v koleji určené pro studenty z Uher a Slavonie. Zondi také mj. zanechal popis rozsahu tehdejší Slavonie: „Sclavonia intelligo debet et comprehendi intra Muram, Dravam, Zavum, Colapim ut Voldanum, qvantum diocesis Zarabicensis extenditur, adiunca Posega usque ad Drava ostia, ubi in Danubium se immergit viciinis Carinthia et Carinioa ac Dalmatia, que etiam in Italia Sclavonia vocatur."